# Roland Garros 2020 (rolstoelvrouwendubbel)
Op Roland Garros 2020 speelden de rolstoelvrouwen de wedstrijden in het dubbelspel op vrijdag 9 en zaterdag 10 september 2020 in het Roland-Garrosstadion in het 16e arrondissement van Parijs.

## Toernooisamenvatting
De Nederlandse titelverdedigsters Diede de Groot en Aniek van Koot waren als eerste geplaatst en slaagden erin hun titel te prolongeren. In de finale versloegen zij het als tweede geplaatste koppel Yui Kamiji (Japan) en Jordanne Whiley (VK) in de match-tiebreak, na een tiebreak in de eerste set. Het was hun zesde gezamenlijke grandslamtitel. De Groot had daarnaast drie eerdere grandslamdubbelspeltitels met andere partners; Van Koot tien.
De derde Nederlandse, Marjolein Buis, speelde samen met Française Charlotte Famin – zij strandden in de eerste ronde.

## Geplaatste teams
| Nr. | Team                          | Resultaat   | Uitgeschakeld door            |
| --- | ----------------------------- | ----------- | ----------------------------- |
| 1.  | Diede de Groot Aniek van Koot | winnaressen | winnaressen                   |
| 2.  | Yui Kamiji Jordanne Whiley    | finale      | Diede de Groot Aniek van Koot |

## Toernooischema
| Legenda | Legenda                  |
| ------- | ------------------------ |
| Q       | Qualifier                |
| WC      | Deelname via wildcard    |
| LL      | Lucky Loser              |
| r       | Opgave / trok zich terug |
| w/o     | Walk-over                |
| Alt     | Alternate                |
| SE      | Special Exempt           |
| PR      | Protected Ranking        |
| d       | Diskwalificatie          |

- Ranglijstpositie dubbelspel tussen haakjes.

|  | eerste ronde | eerste ronde                               | eerste ronde               | eerste ronde | eerste ronde |                               |                                          | finale | finale | finale | finale | finale |
|  |              |                                            |                            |              |              |                               |                                          |        |        |        |        |        |
|  | 1            | Diede de Groot Aniek van Koot (1+2=3)      | 6                          | 6            |              |                               |                                          |        |        |        |        |        |
|  |              | Kgothatso Montjane Momoko Ohtani (7+10=17) | 3                          | 4            |              |                               |                                          |        |        |        |        |        |
|  |              | Kgothatso Montjane Momoko Ohtani (7+10=17) | 3                          | 4            | 1            | Diede de Groot Aniek van Koot | 7                                        | 3      | [10]   |        |        |        |
|  |              |                                            |                            |              |              | Diede de Groot Aniek van Koot | 7                                        | 3      | [10]   |        |        |        |
|  |              | 2                                          | Yui Kamiji Jordanne Whiley | 62           | 6            | [8]                           |                                          |        |        |        |        |        |
|  |              | 2                                          | Yui Kamiji Jordanne Whiley | 62           | 6            | [8]                           | Marjolein Buis Charlotte Famin (5+22=27) | 0      | 1      |        |        |        |
|  |              |                                            |                            |              |              |                               | Marjolein Buis Charlotte Famin (5+22=27) | 0      | 1      |        |        |        |
|  | 2            | Yui Kamiji Jordanne Whiley (4+3=7)         | 6                          | 6            |              |                               |                                          |        |        |        |        |        |